# Иорданский, Николай Михайлович
Николай Михайлович Иорданский (1870—1933) — русский адвокат, депутат Государственной думы II созыва от Владимирской губернии, журналист.

## Биография
Родился в дворянской семье 9 марта 1870 года[по какому календарю?].
В 1893 году окончил юридический факультет Московского университета. С 1894 года служил во Владимирском окружном суде, с 1897 года — судебный следователь в Коврове, откуда был уволен с формулировкой «за упорное противодействие видам правительства». Затем был присяжным поверенным.
Владел 65 десятинами земли в Ковровском уезде и домом во Владимире. Был избран гласным Владимирской городской думы, Ковровского уездного и Владимирского губернских земских собраний. Стал инициатором открытия школы для рабочих железнодорожных мастерских, сооснователь Общества трезвости.
Печатался в газетах «Народное дело», «Народный путь» и «Русские ведомости». В 1902—1903 годах принял участие в создании «Владимирской газеты».
Состоял в «Союзе освобождения». Был секретарём Центрального комитета Конституционно-демократической партии.
6 февраля 1907 года был избран в Государственную думу II созыва от общего собрания выборщиков Владимирского губернского избирательного собрания. Вошёл в Конституционно-демократическую фракцию. Состоял в финансовой комиссии, комиссии о помощи безработным и комиссии о нормальном отдыхе служащих в торговых и ремесленных заведениях.
После роспуска Второй Государственной Думы с 1907 года — сотрудник газеты «Русские ведомости», а с 1912 года — член Товарищества по изданию этой газеты. В 1917 году — кандидат в члены Учредительного собрания по Владимирскому избирательному округу (второй номер в списке № 1 от Партии Народной свободы), но избран не был.
При советской власти, с 1918 по 1932 год — секретарь редакции журнала «Известия текстильной промышленности и торговли». Умер 30 ноября 1933 года.
Автор мемуаров, хранятся в Литературном архиве в фонде В. Д. Бонч-Бруевича.

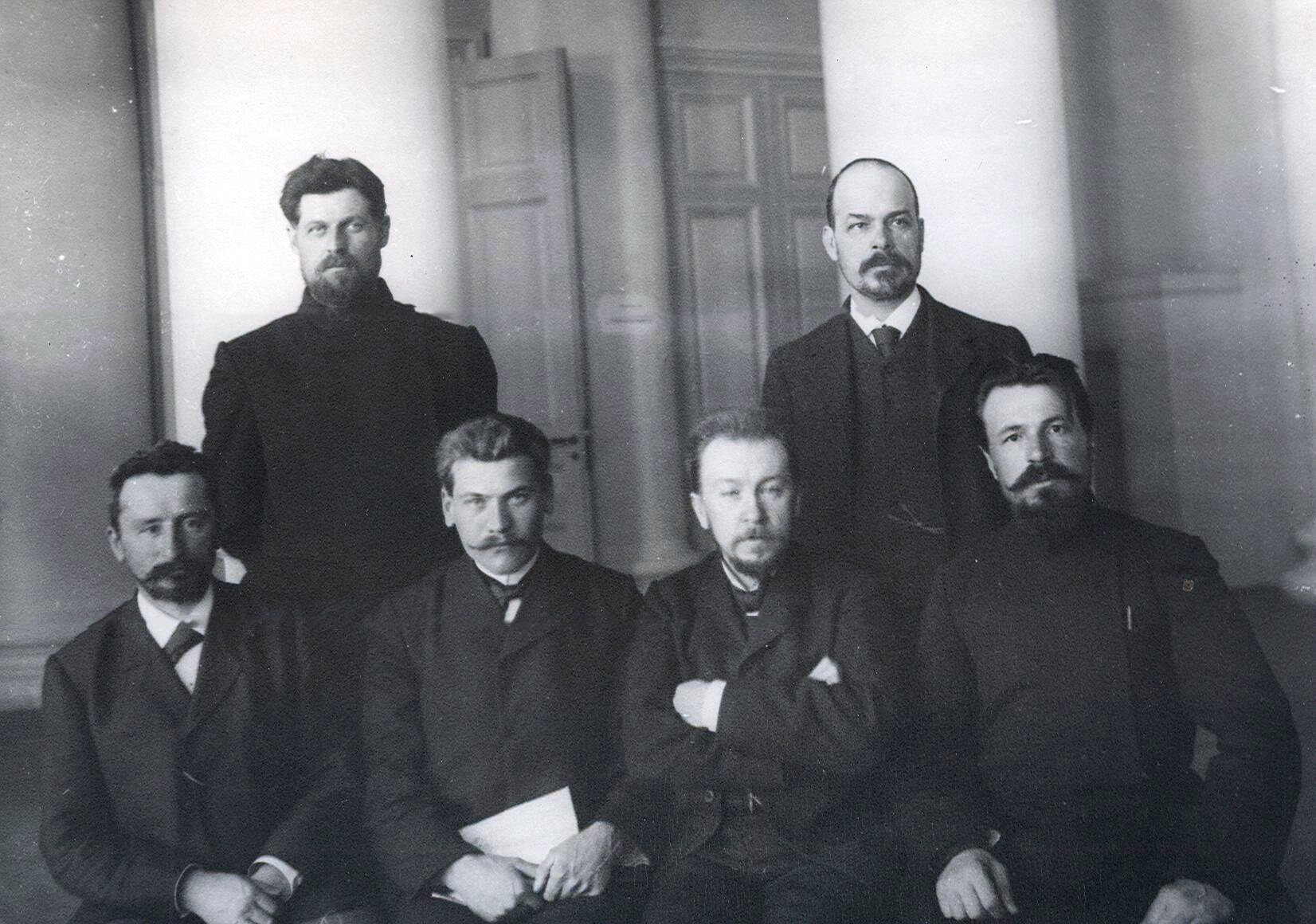
Депутаты 2-й Государственной Думы от Владимирской губернии, слева направо, сидят:
К. К. Черносвитов, Н. А. Жиделёв, Н. М. Иорданский, Ф. П. Герасимов; стоят: Г. И. Ситников и А. О. Горев.

## Семья
Был женат на Наталье Николаевне Эрн, родственнице А. А. Эрна. Сочетались браком 1 июля 1894 года в церкви Александра Невского в Риге.
Дочь Евгения Николаевна, в замужестве Арнаутова (1909 — после 1999) — врач, в конце жизни краевед-москвовед.